# Líza a její smutné blues
Líza a její smutné blues (v anglickém originále Lisa Gets the Blues) je 17. díl 29. řady (celkem 635.) amerického animovaného seriálu Simpsonovi. Scénář napsali David Silverman a Brian Kelley a díl režíroval Bob Anderson. V USA měl premiéru dne 22. dubna 2018 na stanici Fox Broadcasting Company a v Česku byl poprvé vysílán 11. června 2018 na stanici Prima Cool.
Díl byl věnován památce R. Lee Ermeyho, jenž dvakrát hostoval v seriálu. Zemřel týden před premiérou dílu, 15. dubna 2018.

## Děj
Pan Largo odrazuje Lízu od hraní na saxofon – podle něj, ať se snaží sebevíc, budou někteří lidé lepší než ona, což podporuje i ředitel Skinner. Mezitím Homer, Marge, Bart a Maggie čekají, až Líza přijde domů, aby mohli udělat dřevorubecký gaučový gag. Doma se Marge pokouší přimět Lízu, aby si zahrála před rodinou, ale nedaří se jí to. Při hledání na internetu zjistí, že trpí „zřejmě nevyléčitelnou poruchou YIPS“, která znemožňuje provádět pečlivě nacvičené úkony.
Marge naplánuje výlet do Gainesvillu na Floridě, i přes odpor zbytku rodiny, na sté narozeniny Marginy pratety „z druhého kolena“ Eunice s nadějí, že Líza získá zpět svou sebedůvěru a chuť ke hraní. Vzhledem k naštvaným pasažérům v letadle musí letadlo okamžitě přistát, a to sice v New Orleans. Marge se stále pokouší Líze pomoct, ale nedaří se jí to, tak ji přenechá Homerovi a ona se jde s Bartem projít.
Homer se tedy s Lízou vydává na do restaurací ve městě a nakonec zvrací v neworleanských „poblitoriích“. Při prohlídce pamětihodností města najdou s Lízou sochu Louise Armstronga, který nabádá Lízu, aby si užívala město a poslouchala Homera. Mezitím se Marge snaží udělat New Orleans zajímavým pro Barta, jehož nuda opadne po nalezení obchodu s vúdú, kde plánuje pomstu Jimbovi, Dolphovi a Kearneymu poté, co ho donutili v jídelně zpívat v převleku kvůli žertu, jejž Bart provedl Jimbovi, protože věděl, že používá čepici, aby zakryl svou plešatost.
Kapelník jazzového baru, jejž navštívila Líza s Homerem, oslovuje právě Lízu. Kapelník je synovcem Murphyho „Krvavé Dásně“, zesnulého jazzmana, a říká mu, že Líza je podle Murphyho nejslibnější hudebnicí, kterou znal (ke kapelníkově nelibosti). Nakonec Lízu přesvědčí, aby si zahrála na jeho saxofon, čímž v ní znovu probudí lásku k tomuto nástroji. Po návratu do Springfieldu pokračuje ve hře a duch Louise Armstronga se u ní objeví s tím, že si přeje, aby mohl být znovu naživu.
V závěrečné scéně si Homer, Líza a Bart vychutnávají beignetky. V původním znění Homer poznamenává, že příští týden Simpsonovi překonají počet dílů seriálu Gunsmoke. Když se Bart zmíní o rozhlasovém pořadu Gunsmoke (který měl 432 dílů), Homer Barta násilím nakrmí beignetkou. V českém znění však Homer prohlásí, že příští díl bude lepší než celý Dallas, načež se Bart zeptá na všechny přecházející díly a Homer Barta opět násilím nakrmí beignetkou.

## Přijetí

### Sledovanost
Lízu a její smutné blues sledovalo 2,19 milionu lidí, čímž se stala nejsledovanějším pořad stanice Fox toho večera.

### Kritika
Dennis Perkins, kritik The A.V. Clubu, dal této epizodě známku C+ a napsal: „Na chvíli je to dojemné, zvláště když Smith vyjadřuje Lízinu bolest, ale Líza a její smutné blues se rychle rozptýlí jakýkoli záměr obnovit tragikomickou rezonanci staré Lízy Simpsonové ve sledu sebereferenčních gagů, nedůsledně načrtnutých charakterů postav a některých z nejpožitkářštějších turistů, které kdy seriál udělal.“
Kritik Tony Sokol z webu Den of Geek udělil dílu čtyři hvězdičky z pěti s konstatováním: „29. řada Simpsonových se tak trochu stává muzikálem, protože 16. díl se nese ve znamení Lízy a jejího smutného blues. Začíná inovativním obratem hned úvodní znělky a do oblouku začleňuje gaučový gag.“